# Эдиге, Николай Сергеевич
Николай Сергеевич (Алибеевич, Алебиевич) Эдиге (Эдигей, Едыдж) (1880? — 27 марта 1915, близ села Козёва, Австро-Венгрия) — прапорщик (1914), кавалер ордена Святого Георгия 4-й степени.

## Биография
По отцу происходил из абадзехов из а. Пшях на р. Пшехе. Брат Сергей. из черкесов (абадзехов), сын подполковника, «из дворян Полтавской губернии». В 1901 году, будучи студентом первого курса Харьковского технологического института, был исключён из института за участие в студенческих беспорядках.
Участник русско-японской войны 1904—1905 гг.
В 1-ю мировую войну с 1914 года в составе 237-го пехотного Грайворонского полка на Юго-Западном фронте, был назначен командиром роты. Присвоен чин зауряд-прапорщика. Командуя 4-м батальоном полка, «27 марта 1915 года прапорщик Николай Эдиге отважно удерживал важную позицию у села Козювки и погиб геройской смертью». Посмертно Высочайшим приказом от 30 декабря 1915 г. награждён орденом св. Георгия 4-й степени.